# Пенн Тауншип (округ Батлер, Пенсільванія)
Пенн Тауншип (англ. Penn Township) — селище (англ. township) в США, в окрузі Батлер штату Пенсільванія. Населення — 4990 осіб (2020).

## Демографія
Згідно з переписом 2010 року, у селищі мешкала 5071 особа в 1951 домогосподарстві у складі 1459 родин. Було 2086 помешкань
Расовий склад населення:
| - 98,5 % — білих - 0,5 % — азіатів - 0,2 % — чорних або афроамериканців - 0,1 % — вихідців з тихоокеанських островів - 0,1 % — корінних американців |

До двох чи більше рас належало 0,5 %. Частка іспаномовних становила 0,8 % від усіх жителів.
За віковим діапазоном населення розподілялося таким чином: 22,2 % — особи молодші 18 років, 61,0 % — особи у віці 18—64 років, 16,8 % — особи у віці 65 років та старші. Медіана віку мешканця становила 46,2 року. На 100 осіб жіночої статі у селищі припадало 103,7 чоловіків;  на 100 жінок у віці від 18 років та старших — 101,0 чоловіків також старших 18 років.
Середній дохід на одне домашнє господарство  становив 89 932 долари США (медіана — 70 640), а середній дохід на одну сім'ю — 105 479 доларів (медіана — 82 000). Медіана доходів становила 57 275 доларів для чоловіків та 41 134 долари для жінок. За межею бідності перебувало 6,1 % осіб, у тому числі 5,6 % дітей у віці до 18 років та 7,3 % осіб у віці 65 років та старших.
Цивільне працевлаштоване населення становило 2538 осіб. Основні галузі зайнятості: освіта, охорона здоров'я та соціальна допомога — 27,5 %, виробництво — 15,8 %, роздрібна торгівля — 11,3 %, науковці, спеціалісти, менеджери — 9,0 %.